# Veronica imerethica
Veronica imerethica är en grobladsväxtart som beskrevs av Kemul.-nath.. Veronica imerethica ingår i släktet veronikor, och familjen grobladsväxter. Inga underarter finns listade i Catalogue of Life.